# Sterculia comosa
Sterculia comosa är en malvaväxtart som beskrevs av Nathaniel Wallich. Sterculia comosa ingår i släktet Sterculia och familjen malvaväxter. Inga underarter finns listade i Catalogue of Life.